# Así yo soy (colonna sonora)
BIA - Así yo soy è il primo album musicale tratto dalla telenovela Bia.

## Il disco
L'album è stato registrato durante le riprese della prima stagione della serie televisiva. Il primo singolo estratto, "Así yo soy", è uscito il 5 aprile 2019 con relativo lyric video, mentre il 14 giugno 2019 è uscito il videoclip ufficiale.
Prima dell'uscita del disco sono stati pubblicati i singoli "Arreglarlo bailando" e "Cuéntales", rispettivamente il 25 aprile e il 3 giugno 2019.
L'album completo è stato pubblicato globalmente il 14 giugno 2019. Esso contiene 19 canzoni originali tratte dalla prima stagione della serie, in lingua spagnola e portoghese.

## Tracce

### Edizione America Latina
1. Isabela Souza, Cast di BIA – Así yo soy – 2:54
2. Luis Giraldo, Jandino e Guido Messina – Arreglarlo bailando – 3:14
3. Isabela Souza e Gabriela Di Grecco – Si vuelvo a nacer – 3:25
4. Micaela Diaz – Fuerza interior – 3:17
5. Guido Messina – Pedirle a una estrella – 3:15
6. Isabela Souza e Julio Peña – Cuéntales – 3:24
7. Isabela Souza, Giulia Guerrini e Augustina Palma – Tengo una canción – 2:57
8. Julio Peña – Gritarle al mundo – 3:09
9. Isabela Souza – Tu color para pintar – 3:04
10. Jandino – Nadie nos va a parar – 2:48
11. Julio Peña, Guido Messina, Jandino, Alan Madanes, Luis Giraldo, Rhener Freitas, Fernando Dente, Rodrigo Rumi e Esteban Velásquez – Lo que me hace bien – 4:00
12. Gabriella di Grecco – Dar la vuelta al mundo – 2:57
13. Isabela Souza – Lo mejor comienza – 3:22
14. Fernando Dente – Primer amor – 3:20
15. Andrea De Alba – Thumbs Up – 3:31
16. Daniela Trujillo – Nada fue – 3:08
17. Cast di BIA – La vida te devuelve – 3:27
18. Rhener Freitas – Déjame decirte – 3:42
19. Cast di BIA – Si tú estás conmigo – 4:01

## Video lyric

### Prima stagione
| Canzone              | Pubblicazione  |
| -------------------- | -------------- |
| Así Yo Soy           | 5 aprile 2019  |
| Arreglarlo Bailando  | 25 aprile 2019 |
| Cuéntales            | 3 giugno 2019  |
| Tu Color Para Pintar | 22 giugno 2019 |

## Videoclip

### Prima stagione
| Canzone                                        | Pubblicazione     |
| ---------------------------------------------- | ----------------- |
| Pedirle a Una Estrella                         | 11 aprile 2019    |
| Así Yo Soy                                     | 14 giugno 2019    |
| Dar La Vuelta al Mundo (Momento Musical)       | 15 giugno 2019    |
| Arreglarlo Bailando (Streaming #FundomFest)    | 24 giugno 2019    |
| Tengo Una Canción (Streaming #FundomFest)      | 24 giugno 2019    |
| Si Vuelvo a Nacer (Momento Musical)            | 24 giugno 2019    |
| Si Vuelvo a Nacer                              | 27 giugno 2019    |
| Thumbs Up (#CarminSing)                        | 28 giugno 2019    |
| Si Vuelvo a Nacer                              | 28 giugno 2019    |
| Tengo Una Canción (#FundomArt)                 | 28 giugno 2019    |
| Fuerza Interior (#FundomArt)                   | 28 giugno 2019    |
| Si Vuelvo a Nacer                              | 28 giugno 2019    |
| Cuéntales                                      | 2 luglio 2019     |
| Fuerza Interior                                | 2 luglio 2019     |
| Fuerza Interior                                | 2 luglio 2019     |
| Tengo Una Canción                              | 2 luglio 2019     |
| Arreglarlo Bailando                            | 3 luglio 2019     |
| Arreglarlo Bailando (#StreamingFundom)         | 5 luglio 2019     |
| Si Vuelvo a Nacer                              | 9 luglio 2019     |
| Tengo Una Canción                              | 11 luglio 2019    |
| Pedirle a Una Estrella (#CarminSing #Carmilex) | 12 luglio 2019    |
| La Vida te Devuelve                            | 12 luglio 2019    |
| Cuéntales                                      | 16 luglio 2019    |
| Dar La Vuelta al Mundo                         | 17 luglio 2019    |
| Si Vuelvo a Nacer                              | 19 luglio 2019    |
| La Vida Te Devuelve (#FundomArt)               | 19 luglio 2019    |
| Cuéntales (#StreamingFundom)                   | 19 luglio 2019    |
| Si Vuelvo a Nacer                              | 16 agosto 2019    |
| Cuéntales                                      | 22 agosto 2019    |
| Thumbs Up (#CarminSing)                        | 22 agosto 2019    |
| Fuerza Interior (#DaisyDancer)                 | 23 agosto 2019    |
| La Vida Te Devuelve                            | 27 agosto 2019    |
| Pedirle a Una Estrella                         | 30 agosto 2019    |
| Tu Color Para Pintar                           | 30 agosto 2019    |
| Nadie Nos Va a Parar                           | 2 settembre 2019  |
| Si Vuelvo a Nacer                              | 2 settembre 2019  |
| La Vida Te Devuelve (#FundomArt)               | 6 settembre 2019  |
| Tengo Una Canción (#FundomArt)                 | 6 settembre 2019  |
| Primer Amor                                    | 9 settembre 2019  |
| Dar La Vuelta al Mundo                         | 10 settembre 2019 |
| Primer Amor                                    | 11 settembre 2019 |
| Primer Amor                                    | 12 settembre 2019 |
| Fuerza Interior (#StreamingFundom)             | 13 settembre 2019 |
| Tu Color Para Pintar                           | 14 ottobre 2019   |
| Nada Fue                                       | 14 ottobre 2019   |
| Cuéntales                                      | 15 ottobre 2019   |
| Thumbs Up (#CarminSing)                        | 16 ottobre 2019   |
| Fuerza Interior (#DaisyDancer)                 | 16 ottobre 2019   |
| Si Vuelvo a Nacer                              | 17 ottobre 2019   |
| Thumbs Up (#CarminSing)                        | 17 ottobre 2019   |
| Cuéntales                                      | 21 ottobre 2019   |
| La Vida te Devuelve                            | 24 ottobre 2019   |
| Lo Mejor Comienza                              | 25 ottobre 2019   |
| Lo Que me Hace Bien                            | 25 ottobre 2019   |
| Primer Amor                                    | 28 ottobre 2019   |
| Déjame Decirte                                 | 30 ottobre 2019   |
| Arreglarlo Bailando                            | 31 ottobre 2019   |
| Fuerza Interior                                | 31 ottobre 2019   |
| Fuerza Interior ft. Calle & Poché              | 1º novembre 2019  |
| Arreglarlo Bailando                            | 1º novembre 2019  |
| Gritarle al Mundo                              | 4 novembre 2019   |
| Nadie Nos Va a Parar                           | 4 novembre 2019   |
| Nada Fue                                       | 5 novembre 2019   |
| Pedirle a Una Estrella                         | 7 novembre 2019   |
| Lo Mejor Comienza                              | 7 novembre 2019   |
| Si Tú Estás Conmigo                            | 8 novembre 2019   |
| Si Vuelvo a Nacer                              | 8 novembre 2019   |

### Seconda stagione
| Canzone                | Pubblicazione  |
| ---------------------- | -------------- |
| Dar La Vuelta al Mundo | 20 marzo 2020  |
| Primer Amor            | 20 marzo 2020  |
| Tu Color Para Pintar   | 3 aprile 2020  |
| Nadie nos va a parar   | 1º maggio 2020 |
| Si Tú Estás Conmigo    | 7 luglio 2020  |
| Gritarle al Mundo      | 8 luglio 2020  |
| Nadie nos va a parar   | 8 luglio 2020  |
| Lo Mejor Comienza      | 9 luglio 2020  |
| Cuéntales              | 9 luglio 2020  |
| Primer Amor            | 16 luglio 2020 |
| Dar La Vuelta al Mundo | 17 luglio 2020 |
| Gritarle al Mundo      | 24 luglio 2020 |
| Lo Mejor Comienza      | 24 luglio 2020 |
| Si Vuelvo a Nacer      | 24 luglio 2020 |